# Джонсон, Диана
Диана Рут Джонсон (англ. Diana Ruth Johnson, род. 25 июля 1966, Нортуич, Чешир, Англия, Великобритания) — британский политический деятель. Член Лейбористской партии. Член парламента Великобритании от избирательного округа Северный Кингстон-апон-Халл с 5 мая 2005 года. В прошлом — парламентский заместитель государственного секретаря по делам школ при премьер-министре Гордоне Брауне в 2009—2010 гг., помощник парламентского организатора в правительстве. Член Лондонской ассамблеи в 2003—2004 гг. Дама-командор ордена Британской империи.

## Биография
Родилась 25 июля 1966 года в городе Нортуич в графстве Чешир. Её отец Эрик по возвращении со службы на военно-морском флоте основал электрическую компанию в Литл-Ли близ Нортуича.
Диана училась в женской гимназии графства Чешир в деревне Лефтвич, затем в 1982—1984 гг. в Колледже сэра Джона Дина в Нортуиче, где изучала историю, английский язык и экономику. Получила степень бакалавра права в Университете Брунеля в городе в Аксбридж. В 1991 году стала барристером.
В 1994—2002 гг. была советником в лондонском боро Тауэр-Хамлетс, возглавляла отдел социальных служб. После отставки Тревора Филлипса, который стал председателем Комиссии по расовому равенству, стала 1 марта 2003 года членом Лондонской ассамблеи, так как была следующей в списке по результатам выборов в Лондонскую ассамблею 2000 года. Не баллотировалась на переизбрание на выборах в Лондонскую ассамблею 2004 года.
Участвовала как кандидат в округе Брентвуд и Огар на парламентских выборах 2001 года, не прошла в парламент. По результатам парламентских выборов 2005 года избрана членом парламента в округе Северный Кингстон-апон-Халл, сменив Кевина Макнамару. Стала первой женщиной-депутатом от округа. Переизбрана в 2010 году. В 2014 году по «правилу десяти минут» внесла законопроект, который требует, чтобы образование в области секса и взаимоотношений, включая обсуждение таких вопросов, как согласие на секс, было обязательной частью национальной учебной программы.
В ноябре 2005 года назначена парламентским личным секретарём государственного секретаря пенсий Стивена Тиммса при премьере Тони Блэре. В 2007 году стала помощником парламентского организатора. В июне 2009 года одновременно стала парламентским заместителем государственного секретаря по делам школ в Министерстве по делам детей, школ и семей при премьер-министре Гордоне Брауне.
В сентябре 2015 года, после того как Джереми Корбин стал лидером парламентской оппозиции, назначена теневым министром иностранных дел и по делам Содружества наций Великобритании. По итогам референдума о членстве Великобритании в Европейском союзе в июне 2016 года вместе с коллегами по партии ушла в отставку из теневого правительства. Поддерживала кандидатуру Оуэна Смита на выборах председателя Лейбористской партии в 2016 году.
9 декабря 2020 года по «правилу десяти минут» представила законопроект о «шведской модели борьбы с проституцией», который запрещает проституцию, наказывает клиентов проституток и сайты, рекламирующие проституцию.
В 2020 году стала дамой-командором ордена Британской империи.